# Folke Lindberg (historiker)
Folke Adolf Lindberg, född 27 augusti 1903 i Stockholm, död där 17 juni 1988, var en svensk historiker, författare och professor i stadshistoria vid Stockholms universitet.

## Biografi
Lindberg var från 1936 under 34 år föreståndare för Stads- och kommunhistoriska institutet. Under andra världskriget var han en aktiv medlem av Samfundet Nordens Frihet och styrelseledamot där 1941-1942 samt redaktör för dess tidskrift Nordens frihet 1945. Efter kriget ledde han det stora forskningsprojektet "Sverige under andra världskriget", finansierat av Riksbankens Jubileumsfond, tillsammans med professorerna Sven Ulric Palme och Gunnar T. Westin.
I Lindbergs bibliografi märks hans stora stadshistoriska verk om Stockholms stads 1800-talshistoria.
Folke Lindberg var son till Erik Lindberg, professor vid Konstakademin och Sveriges ledande mynt- och medaljgravör under 1900-talets första hälft. Hans farfar var medaljgravören Adolf Lindberg. 1928 gifte sig Folke Lindberg med översättaren Verna Lindberg (född Larsson), dotter till borgarrådet Yngve och Elin Larsson. Han var far till Jakob Lindberg.
Han är begraven på Norra begravningsplatsen.

## Tryckta skrifter (urval)
Fullständig förteckning över "Folke Lindbergs historiska författarskap. Bibliografi", tryckt i festskriften Historiska studier tillägnade Folke Lindberg, 1963, s. 199-212.
- Folke Lindberg (1980). Växande stad: Stockholms stadsfullmäktige 1862-1900. Monografier utgivna av Stockholms stad. Stockholm: Liber Förlag. Libris 8350834. ISBN 91-38-05334-9. http://www.stockholmia.stockholm.se/media/pdf/22_lindberg.pdf